# Ахмед Емин
Ахмед Емин е функционер на партията Движение за права и свободи. До смъртта си е началник на политическия кабинет на председателя на партията Ахмед Доган. Смъртта му през 2008 г. поражда много политически спорове.

## Биография
Роден е на 24 юли 1962 г.
Емин е открит прострелян на 17 октомври 2008 г. в т.нар. „сараи“ на Доган в квартал Бояна. Започналото разследване по случая е прекратено през април 2009 г. със заключение, че е извършено самоубийство. През февруари 2010 г. министър-председателят Бойко Борисов изказва мнение, че при това разследване „Има нарушения, недоглеждане, безобразно водене на разследването“. През същата година разследването е възобновено и отново е прекратено през декември 2011 г. Заключението отново е същото, че Емин се е самоубил и няма данни да е бил принуден да го направи.
Смъртта на Емин е свързвана от политически опоненти на ДПС с разработката „Лиани“, за разследване на незаконно финансиране на партията. Бившият зам.-председател на ДПС Осман Октай твърди, че смъртта на Емин е следствие от тази разработка. Според бившия министър-председател Иван Костов, уволненият заместник-директор на ДАНС Иван Драшков е прикривал делото, а смъртта на Емин е „следствие от отслабването на чадъра, който покрива ДПС в ДАНС“.
Емин е избран за кмет на село Козица, област Търговище на местните избори, проведени на 29 ноември 1995 г.
Емин е женен, с три деца. Жена му Ферах Хюсеин също дълги години работи за ДПС.